# Peinture au sucre

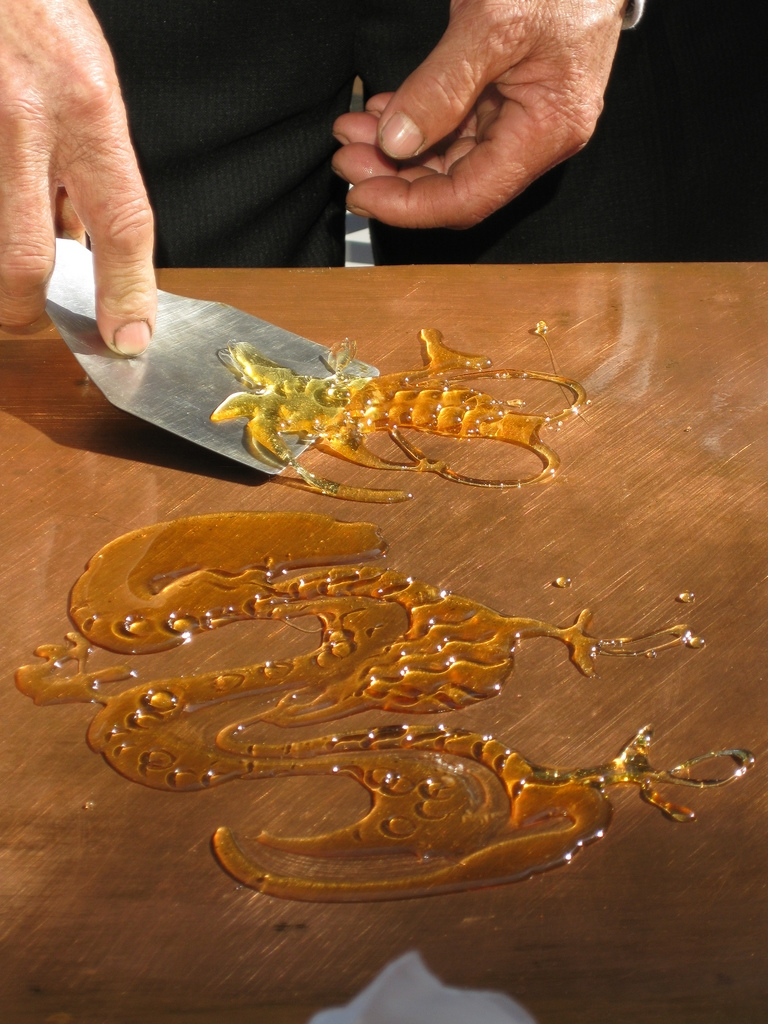
L'artiste enlève une figure de dragon après qu'elle s'est refroidie et solidifiée..

La peinture au sucre (糖画, tánghuà) est une forme d'art populaire traditionnel chinois utilisant du sucre chaud et liquide pour créer des objets en deux dimensions sur une surface en marbre ou en métal. 
Le sucre fondu est porté par une petite poche en bronze ou en cuivre. Une fois refroidi, il sera collé sur un bâtonnet de bambou et retiré à l'aide d'une spatule. Il est possible de créer des objets en trois dimensions en déposant du sucre solidifié.

## Historique
Cet art culinaire a peut-être vu le jour sous la dynastie Ming lorsque des familles aristocratiques ou des représentants du gouvernement ont façonné de petits animaux en sucre pour des rituels religieux. Cette forme d'art est alors devenue populaire. Après cette période, au fur et à mesure de l'amélioration des techniques, les artistes folkloriques chinois ont combiné le sucre moulé à d'autres arts, comme le jeu d'ombres et le découpage du papier, pour créer une série de motifs plus divers. Au Sichuan, sous la dynastie Qing, de nouveaux développements ont été réalisés dans la production en vue du remplacement des moules par la petite poche désormais commune. 
De nos jours, la peinture au sucre est considérée comme une représentation de la sagesse et de la créativité du peuple chinois. Pour hériter et développer ce type d'art et de nourriture, le gouvernement l'a classé au patrimoine culturel culturel non matériel de la province.Après la mise en œuvre de la politique de réforme et de réouverture, de nombreux artistes célèbres du secteur de la peinture au sucre sont invités dans des pays étrangers, tels que le Japon et l’Espagne, pour exposer de l’art populaire chinois.